# Birka
Durante l'epoca vichinga Birka o Birca, situata sull'isola di Björkö (o anche Bierkø, letteralmente: "Isola delle betulle") in Svezia, fu un importante centro commerciale per lo scambio di merci tra la Scandinavia, l'Europa centrale e orientale e l'Oriente. Björkö si trova sul lago Mälaren, a poca distanza da Stoccolma, nella municipalità di Ekerö. I siti di Birka e Hovgården, sulla vicina isola di Adelsö, formano un complesso archeologico che ben illustrano l'elaborata rete commerciale dei Vichinghi in Europa e la loro fondamentale influenza sulla storia della Scandinavia. Nel 1993 Birka e Hovgården sono stati inseriti nell'elenco dei Patrimoni dell'umanità dell'UNESCO.

## Storia
Fondata a metà dell'VIII secolo e dunque uno degli insediamenti più antichi, se non il più antico, di Svezia, Birka fu uno snodo fondamentale sulla rotta che univa il mondo scandinavo all'Impero bizantino, passando attraverso le città di Staraja Ladoga e Velikij Novgorod e il fiume Dniepr, o al califfato abbaside, utilizzando soprattutto il Volga. A Birka venne fondata anche la prima congregazione cristiana della Svezia, fondata nell'831 da Sant'Oscar, il quale compì il primo tentativo di convertire al Cristianesimo le popolazioni pagane dell'estremo Nord, senza successo.
Le principali fonti storiche sulla città sono fondamentalmente di origine archeologica, infatti non ci è pervenuto nessun testo scritto originario di questa regione. Le uniche fonti scritte sono la Vita Anskarii (Vita di Sant'Oscar), scritta dal monaco Rimberto intorno all'865 e che descrive il lavoro missionario del santo negli anni '30 a Birca, e le Gesta Hammaburgensis Ecclesiae Pontificum (Gesta dei vescovi della chiesa di Amburgo) di Adamo da Brema, composto nel 1075, che parla dell'arcivescovo Unni, morto a Birca nel 936.
Sia Rimberto sia Adamo da Brema erano ecclesiastici tedeschi che scrivevano in latino. Non ci è pervenuto nessuno scritto in norreno che parli della città e quindi non conosciamo il nome originale di Birka. Birca è la versione latinizzata che proviene dalle fonti rimasteci, di cui Birka è la versione svedese, anche se non supportata da alcuna evidenza storica. Forse la variante latina deriva da birk, un'antica parola norrena che dovrebbe indicare il luogo in cui si tiene il mercato. Oltre a ciò esisteva anche la bjärköarätt, ovverosia una legge che regolava la vita nei mercati danesi, svedesi e norvegesi. Entrambi i termini sono ancor oggi molto comuni nei toponimi scandinavi e ciò porta a pensare che non tutti i riferimenti a Birka di Adamo da Brema e di Rimberto si riferiscano effettivamente a questa città.
C'è anche la possibilità che il nome originale di Birka fosse semplicemente Bierkø (o Bjärkö), l'antica forma con cui veniva chiamata l'isola di Björkö su cui la città sorgeva.
Entrambe le fonti non parlano delle dimensioni e di come fosse realizzata la città di Birka. Rimberto dice che Birka era una città importante perché dotata di un porto e perché là si riuniva il ting (ovvero il parlamento) regionale. Adamo da Brema invece parla solo del porto, ma ai suoi occhi Birka è di notevole importanza perché qui ha avuto inizio la missione di Sant'Oscar (Ansgar) e perché qui venne sepolto l'arcivescovo Unni.
A causa delle imprecisioni e ambiguità delle due opere, però, non è univocamente possibile stabilire se gli insediamenti di Birka e Björkö fossero nello stesso posto o no, e addirittura nel corso degli anni sono stati proposti altri luoghi come possibili candidati per essere l'antica Birka, come Linköping, Köpingsvik e Saltvik, nell'Åland, ma solo a Björkö sono state rinvenute rovine compatibili con una città delle dimensioni e dell'importanza che doveva avere Birka, e quindi questo è considerato il luogo corretto dalla maggior parte degli studiosi.
Birka venne abbandonata durante la seconda metà del X secolo. In base alle monete ritrovate, le tracce della città paiono scomparire intorno al 960, epoca in cui la vicina Sigtuna prende il posto di Birka nel ruolo di centro commerciale della regione del Mälaren. Le ragioni dell'improvviso declino di Birka non sono chiare. Una spiegazione può essere ricercata nelle conseguenze di un cambiamento climatico post-glaciazione che ha abbassato le acque del lago, trasformandolo da braccio di mare a lago chiuso e tagliando dunque Birka dal collegamento col Mar Baltico. Va notato che anche le stazioni commerciali in Russia patirono un notevole declino più o meno nella stessa epoca.
Nel X secolo un funerale celebrato in città fu descritto con precisione dal geografo ed esploratore persiano Ibn Rusta.

## La città

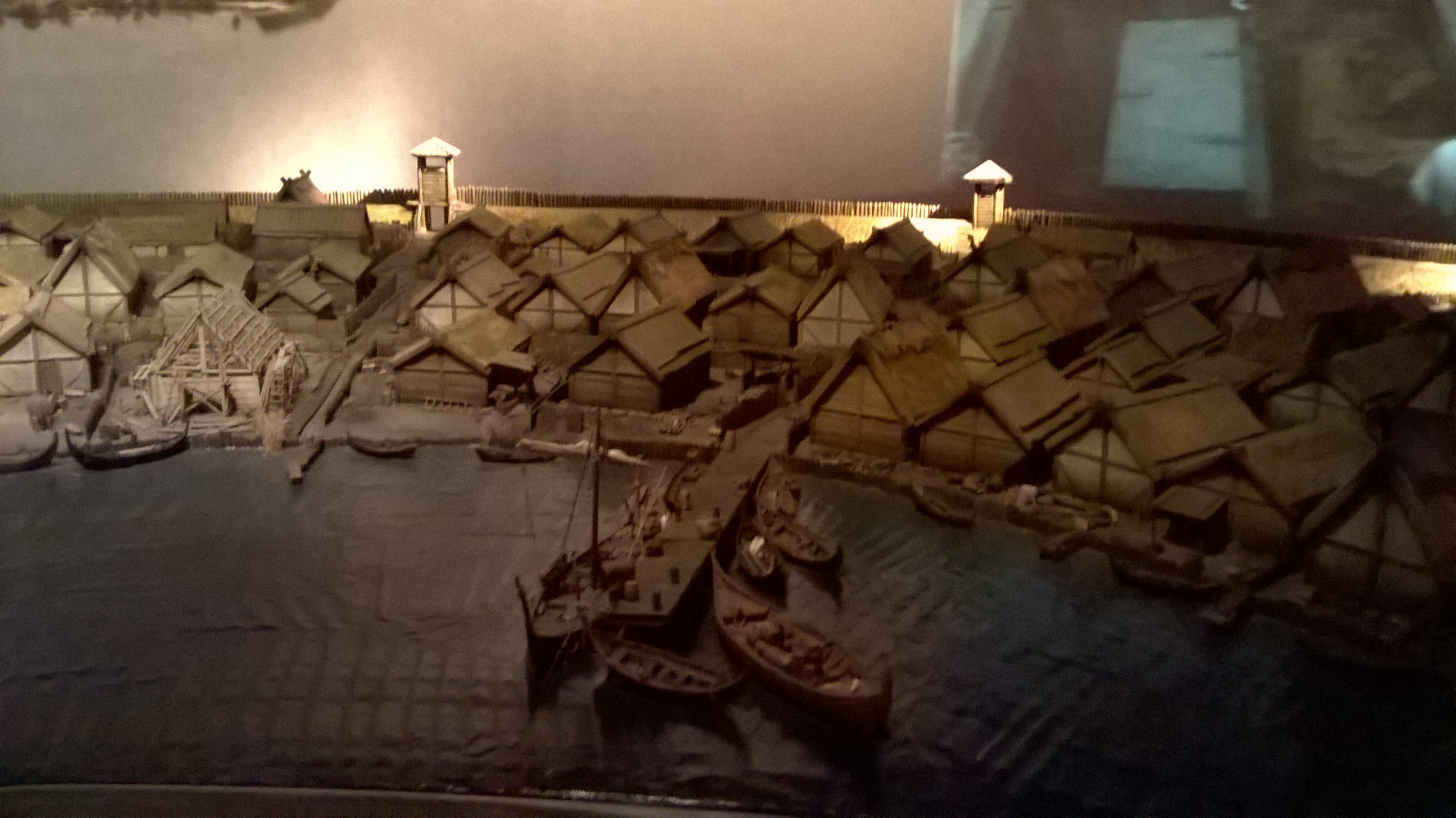
Ricostruzione plastica di Birka al Museo Nazionale di Storia Svedese

Vi era una sviluppata produzione artigianale, specificatamente metallurgica, di gioielli e ceramica, ma è probabile che fosse anche un centro di produzione di navi, data la sua natura di isola. L'importazione comunque giocava un ruolo importante nell'economia della città, così come la presenza di stranieri. Sembra infatti che, come a Hedeby, vi fosse un'elevata disomogeneità etnica tra gli abitanti, proprio in ragione della natura mercantile di Birka. Gente da gran parte delle terre attorno al Baltico potevano essere attratte dalla ricchezza della città e decidere di trasferirsi. Un esempio è la "ragazza Svedese", uno scheletro rinvenuto a Birka e risalente al X secolo di una bambina morta all'età di sei anni; ultimamente si è avanzata l'ipotesi che fosse di origine danese o addirittura tedesca. Il suo corredo funebre includeva vestiti e gioielli non caratteristici del Mälardalen, inoltre analisi chimiche sulle sue ossa e i denti hanno rivelato diversi risultati da quelli condotti sugli scheletri di animali dello stesso sito.
L'importazione riguardava beni di lusso, per esempio vino della zona Renana, spade provenienti dalla stessa zona (allora erano considerate le migliori), utensili in bronzo di origine anglo-irlandese, sete cinesi (filtrate dal mercato arabo-persiano con cui gli Svedesi avevano contatti).
Nella zona del porto sono state rinvenute infrastrutture come una banchina di pietra e un molo di legno, a cui se ne devono aggiungere altri tre. Kugghamn, situato a nord, che forse era il porto in cui approdavano i mercanti frisoni e la cui etimologia viene spiegata con kogge; Korshamn o Kornhamn, forse porto del grano; Salviksgropen, una darsena in cui probabilmente si costruivano e tiravano in secco le navi e si praticava il commercio.
Nel X secolo la città venne dotata di un terrapieno per la difesa, anche se alcuni ritengono avesse una funzione soltanto di confine o di dimostrazione di prestigio. La costruzione semicircolare, costituita da torri di legno e forse rivestita da tronchi di legno per mantenere il colmato di terra, probabilmente era di ispirazione slava.
Nel XI secolo, dopo un periodo di declino, Birka venne definitivamente abbandonata, lasciando il posto alla vicina città di Sigtuna.

### Ansgar
Ansgar, un monaco franco originario di Amiens, fu il primo missionario cristiano ad operare in Danimarca e Svezia e il primo vescovo in questa zona, con sede a Birka. Le maggiori informazioni su di lui ci giungono attraverso la Vita Anskarii, scritta da Rimberto, e Adamo di Brema.
Nel 829, su richiesta di Björn at Hauge, l'imperatore Ludovico il Pio inviò Ansgar in Svezia per una missione di conversione. Björn, che risiedeva a Gamla Uppsala, era pagano, ma l'intenzione di accogliere un cristiano rispondeva a due obiettivi: intrattenere rapporti con l'Impero Carolingio e forse usare la predicazione di Ansgar per controllare meglio il suo regno. Ansgar ricevette perfino il permesso di costruire una chiesa a Birka, ma sembra che la sua predicazione non riscosse molti consensi in città.
Hergeir (o Herigar), governatore di Birka, fu uno dei pochi a convertirsi. Divenne un fervente cristiano e dalla Vita Anskarii si evince che non fu tanto Ansgar a costruire la chiesa, ma proprio Hergeir. L'agiografia colloca la chiesa nelle vicinanze dell'assemblea di Birka.

### Cronologia semplificata
| Anno    | Birka | Altrove                                                                          |
| ------- | --- | -------------------------------------------------------------------------------- |
| 829     | - Björn re di Svezia a Gamla Uppsala - Ansgar arriva a Birka, accolto da Björn                                                   | - Halfdan il Nero re di Agder - Horik I re di Danimarca                          |
| 829/831 | - Björn dà il permesso ad Ansgar di costruire una chiesa a Birka - Ansgar battezza Hergeir, governatore di Birka                 |                                                                                  |
| 831     | - Ansgar diventa vescovo di Amburgo con giurisdizione su Birka                                                                   |                                                                                  |
| 850     | - Ansgar compie la seconda visita a Birka - Hergeir muore e Ansgar lascia il missionario Erimberto a governare Birka in sua vece | - Rorik conquista Dorestad - Ludovico il Giovane incoronato co-imperatore a Roma |
| 960-975 | - Birka cessa improvvisamente di esistere                                                                                        |                                                                                  |

Mappa di Birka. Sono evidenti i porti Kugghamn, Korshamn e Salviksgropen (nord), la palizzata a mare (ovest), il Borgen (sud-ovest)

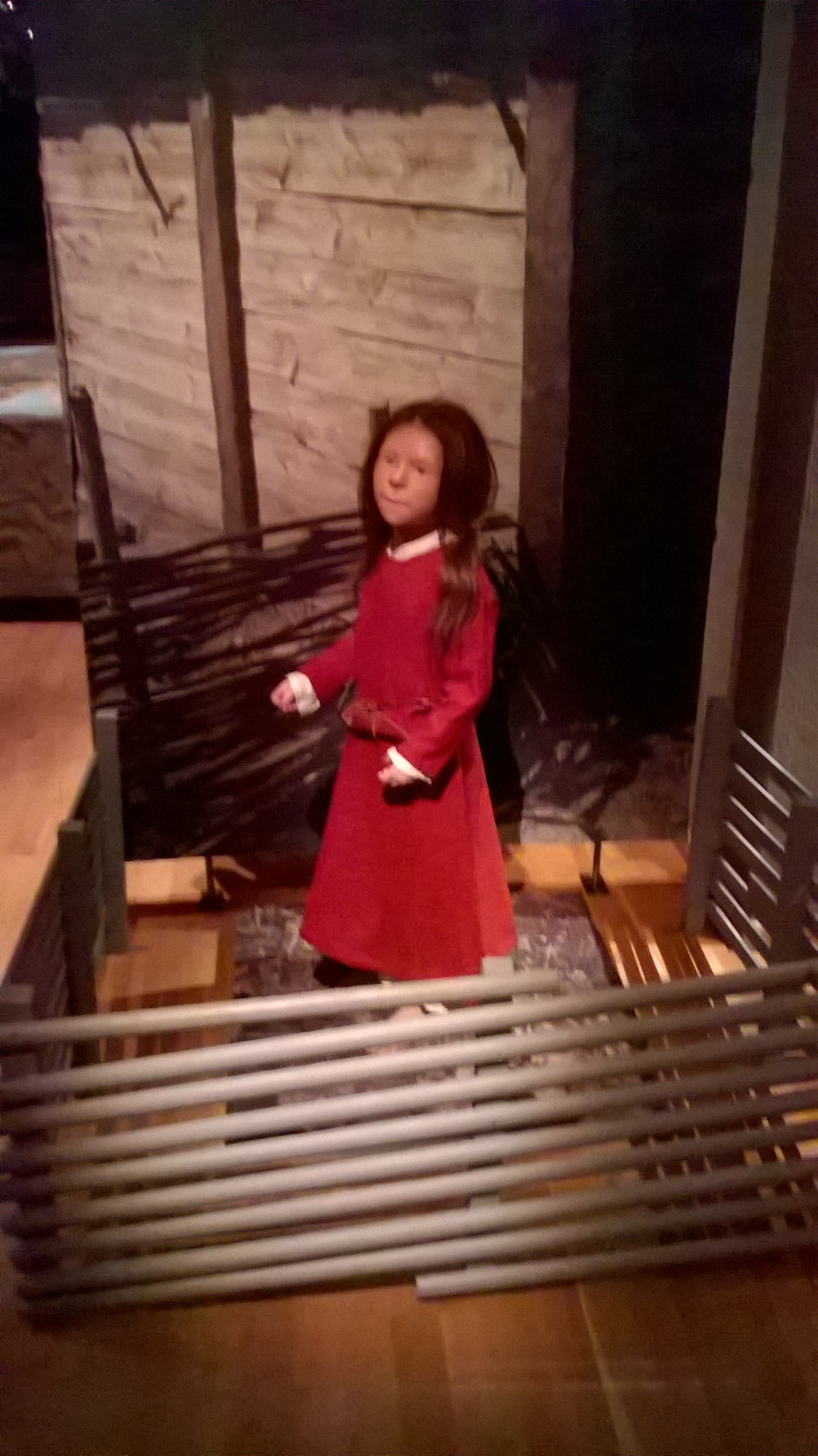
La ragazza di Birka

## Il sito archeologico di Björkö
L'esatta posizione di Birka è andata perduta nel corso dei secoli, il che ha fatto nascere varie teorie contrapposte fra gli storici svedesi. Nel 1450 comunque già si parlava, nella Prosaiska krönikan (la Cronaca della Svezia), dell'isola di Björkö come l'antico sito in cui sorgeva Birka.
Alla ricerca di Birka, nel corso del XVII secolo l'archeologo Johan Hadorph fu il primo ad iniziare degli scavi sull'isola.
Sul finire del XIX secolo l'entomologo Hjalmar Stolpe giunse a Björkö per studiare degli insetti fossilizzati nell'ambra trovati sull'isola. Stolpe trovò moltissima ambra nell'isola, cosa piuttosto insolita poiché l'ambra normalmente non si sarebbe dovuta trovare nella zona del lago Mälaren; fu quindi portato a concludere che qui doveva trovarsi un antico importante centro di commerci, e cominciò una serie di scavi archeologici che, avendo immediatamente portato alla luce un antico insediamento, durarono dal 1871 al 1895
Le rovine archeologiche si trovano nella parte settentrionale dell'isola e si estendono su di un'area di sette ettari. Sono stati trovati soprattutto edifici e sepolture, mentre nella parte più meridionale del sito si trova il Borgen, che significa la fortezza. La tecnica di costruzione che venne utilizzata resta sconosciuta, anche se si sa che il principale materiale da costruzione era il legno. Su un'isola vicina si trovano le rovina di Hovgården, una tenuta che ospitava la corte del re quando egli era in visita.
Nel sito sono state rinvenute circa 3.000 tombe, di varie forme, millecento delle quali furono indagate da Hjalmar Stolpe. Probabilmente il centro amministrativo era situato al di fuori della città, forse sulla vicina isola di Adelsö. Secondo Rimberto l'insediamento era fortificato con una palizzata in legno, mentre il porto era protetto da pali conficcati nel fondo del lago, in modo da limitare il numero delle imbarcazioni che potevano accedervi. A tutt'oggi nessuna traccia di queste protezioni è stata trovata nel sito di Björkö.
Gli scavi più recenti sono stati condotti fra il 1990 e il 1995 in una regione ricoperta da "terra nera" (svarta jorden), in cui si ritiene che si trovasse l'insediamento principale. L'isola di Björkö oggi vive soprattutto di agricoltura, ma il turismo è diventata una voce importante, grazie soprattutto al museo che ricostruisce le condizioni della vita durante l'epoca vichinga.
Dal 1993 è sito UNESCO.